# Imantodes inornatus
Imantodes inornatus är en ormart som beskrevs av Boulenger 1896. Imantodes inornatus ingår i släktet Imantodes och familjen snokar. IUCN kategoriserar arten globalt som livskraftig. Inga underarter finns listade i Catalogue of Life.
Arten förekommer från Honduras till Colombia och Ecuador. Den vistas i låglandet och i bergstrakter upp till 1450 meter över havet. Habitatet utgörs främst av fuktiga skogar och träskmarker.